# Szoriański Park Narodowy
Szoriański Park Narodowy (ros. Шорский национальный парк) – park narodowy położony w południowej części obwodu kemerowskiego w Rosji. Znajduje się na terenie rejonu tasztagołskiego, a jego obszar wynosi 4143,06 km². Park został utworzony dekretem rządu Rosyjskiej Federacyjnej Socjalistycznej Republiki Radzieckiej z dnia 27 grudnia 1989 roku. Zarząd parku znajduje się w miejscowości Tasztagoł.

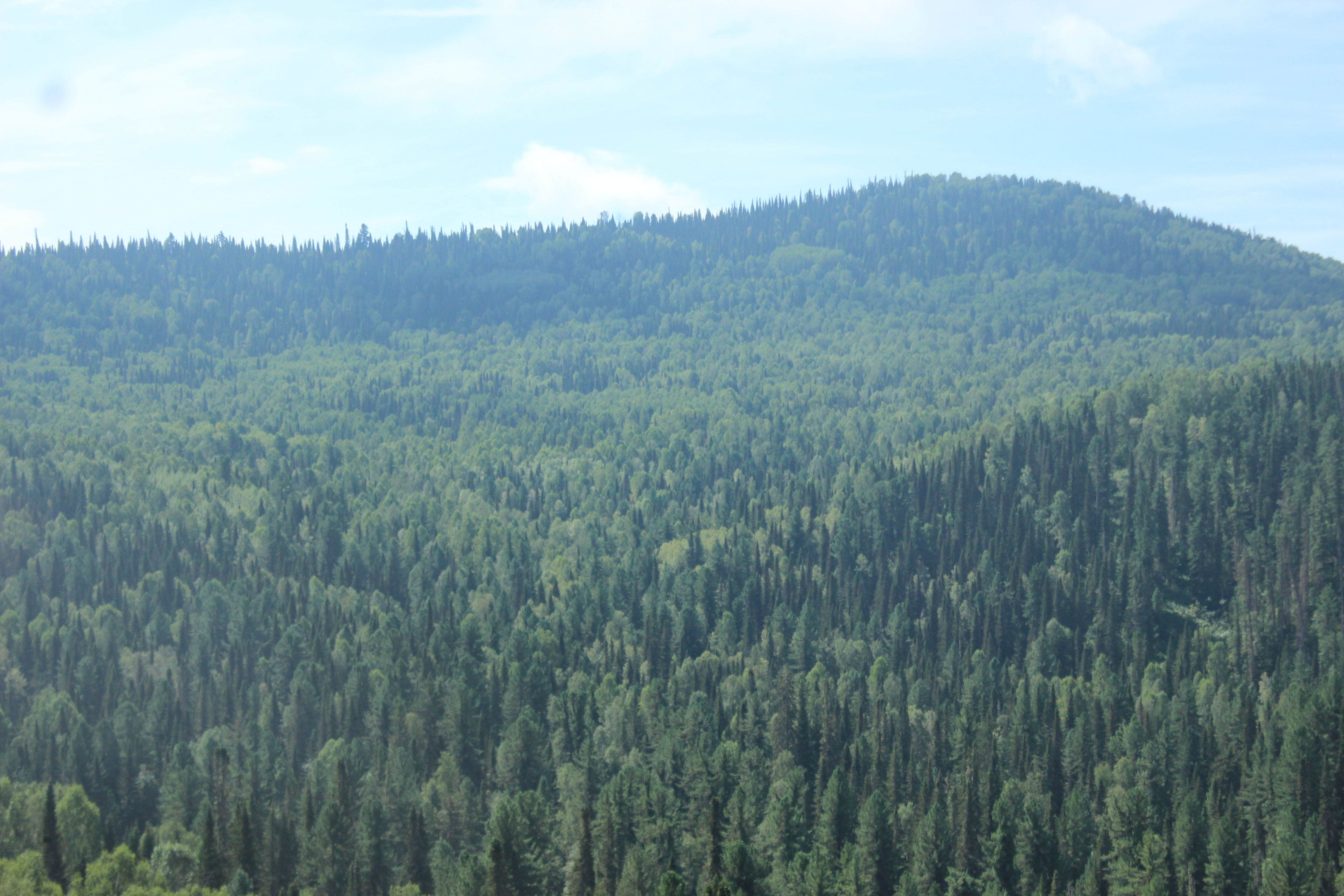

## Opis
Park obejmuje Górską Szorię, region obejmujący odnogi Wyżyny Sałairskiej, Gór Abakańskich i Ałatau Kuźnieckiego. Góry Abakańskie i Bijskaja Griwa (pasmo w północno-wschodnim Ałtaju) oddzielają go od Chakasji i Republiki Ałtaju. Obiektem ochrony jest ciemna tajga porastająca zbocza gór oraz zachowania kultury i tradycji Szorów.
Najwyższe szczyty w parku to Kubez (1555 m) i Łysucha (1648 m). Główną rzeką jest Mras-su, lewy dopływ Tomu, która na terenie parku ma 181 km długości.
Głównym typem roślinności w parku jest ciemna tajga – lasy sosny syberyjskiej i jodły syberyjskiej z domieszką brzóz brodawkowatych, osik i świerków syberyjskich. Żyje tu m.in. 56 gatunków ssaków, 262 gatunki ptaków i 14 gatunków ryb.
Fauna parku jest typowa dla strefy tajgi. Spośród dużych ssaków żyją tu m.in. jelenie szlachetne, niedźwiedzie brunatne, łasice syberyjskie, sobole tajgowe, rosomaki tundrowe, norki amerykańskie, wydry europejskie i piżmowce syberyjskie. Symbolem parku jest bocian czarny. Spośród innych rzadkich ptaków można tu spotkać m.in. rybołowy, żurawie i orły przednie.
W rzekach parku żyją m.in. lipienie syberyjskie, lenoki i tajmienie.
Na terenie parku znajduje się 75 jaskiń, z których największą jest Jaskinia Riabinowaja.